# جان اکسلی

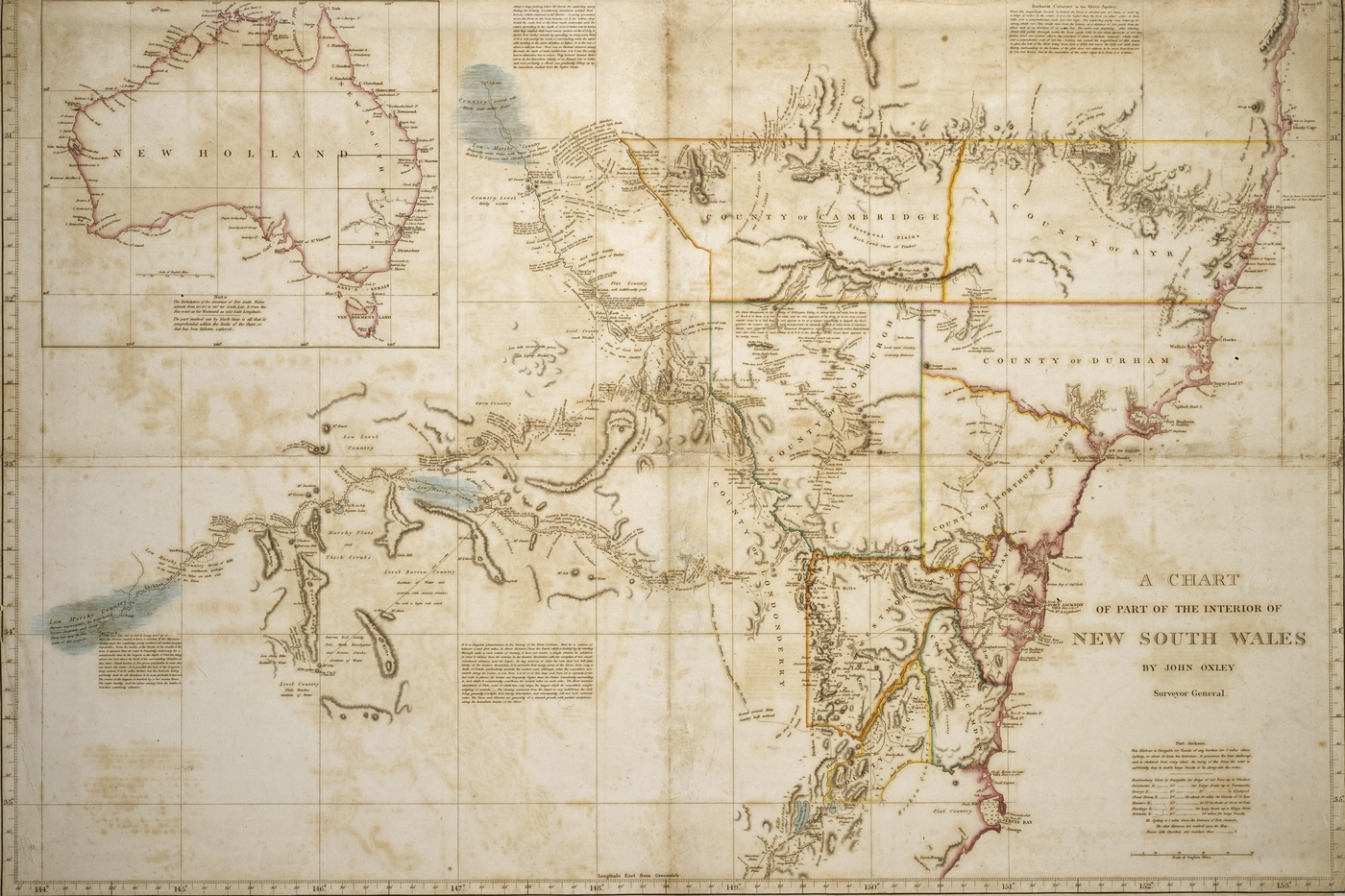
نقشه اکلسی از مناطق داخلی نیوساوت ولز، ۱۸۲۲.

جان جوزف ویلیامالستورث اکسلی (۱۷۸۴ – ۲۵ مارس 1828) یکی از نقشه برداران و کاشفان استرالیا در دوره استعمار انگلستان بود. او به عنوان نقشه‌بردار ارشد نیو ساوت ولز خدمت کرد و شهرتش به خاطر دو مأموریت اعزامی به مناطق داخلی نیو ساوت ولز و اکتشافات رودخانه توئید و رودخانه بریزبین در ایالت کوئینزلند است.

## اوایل زندگی
جان اکسلی در سال ۱۷۸۴ در یورکشایر بریتانیا به دنیا آمد.

## استخدام در نیروی دریایی
در سال ۱۷۹۹ اکسلی وارد نیروی دریایی سلطنتی شد در حالی که که ۱۵ سال سن داشت. وی به عنوان یک midshipman در Venerable (1784) خدمت کرد. در سال ۱۸۰۲ برای نخستین بار به استرالیا اعزام شد. در سال ۱۸۰۶ او فرمانده کشتی Estramina در سفری به در سفر به سرزمین دیمن (در حال حاضر تاسمانی) شد. او به انگلستان بازگشت و در سال ۱۸۰۷ به عنوان اولین ستوان از گراز دریاییاست. او آمد به سیدنی در ماه نوامبر ۱۸۰۸ را به این انتصاب به عنوان اولین ستوان در HMS Porpoiseاستخدام شد.

## مأموریت رودخانه لاچلان

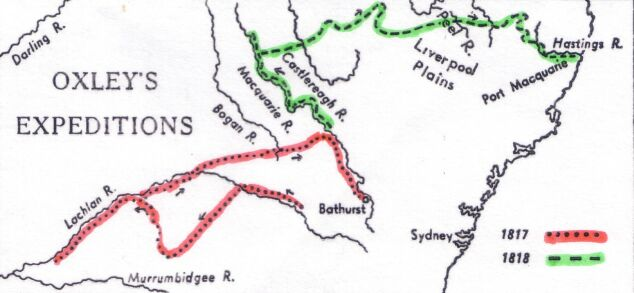
نقشه دو مأموریت اکسلی.

در مارس ۱۸۱۷ جان اکسلی برای اکتشاف حوزه رودخانه لاچلان مأموریت یافت. او بخشهایی از رودخانه را غرب بثرست رصد کرد.

## مأموریت رودخانه مکایر
در سال ۱۸۱۸ اکلسی به دابو سفر کرد. در همان سال حوزه رودخانه را مکایر را پیمایش کرد.
آنها از هایلندز شرقی عبور و آبشارهای Apsley در ۱۳ سپتامبر سال ۱۸۱۸ گذشتند که اکسلی نام این آبشارها را Bathurst گذاشت.